# Упши
Упши — деревня и пункт на Шоссе Лех-Манали, Ладакх. Лех находится на западе от деревни, если двигаться вдоль Инда, Гья (деревня) находится на юге через Тангланг Ла и там же большая часть шоссе, когда-то через деревню проходила караванная дорога на восток — в Тибет. До Леха — 49 км.